# Urge
 Der er for få eller ingen kildehenvisninger i denne artikel, hvilket er et problem. Du kan hjælpe ved at angive troværdige kilder til de påstande, som fremføres i artiklen.
 Denne artikel bør gennemlæses af en person med fagkendskab for at sikre den faglige korrekthed.

Urge eller Surge (navnet i USA) er en citrussodavand, der først blev introduceret i Norge som testprodukt i 1996.
I 1997 blev produktet testet internationalt.

## Historie
Produktet kom fra Coca-Cola Company, og blev skabt for at konkurrere med Pepsis Mountain Dew. Produktet kom på markedet i 1997, og solgte meget godt i de første par år. Coca-Cola stoppede produktionen i Danmark, Sverige og USA i 2001, men bibeholdt sodavanden i Norge. Dog valgte man at lade 1,5 l flasker udgå i Norge og kun beholde den halve liter, da de store flasker ikke solgte tilstrækkeligt. Efter en Facebook kampagne blev 1,5 l flasker genindført i Norge fra 1. september 2008.
Meget af imaget omkring Urge minder om Mountain Dew. De gik meget efter ekstremsport og skater-stilen, som var meget oppe i tiden i de sene 90'ere. 
Årsagen til at Urge udgik i Danmark, Sverige og USA i 2001, var fordi læskedrikken stjal markedsandele fra Coca-Colas eget produkt Sprite.[kilde mangler]
Der var snak om at Urge skulle gerne vende tilbage til det danske marked i 2011 i en limited edition, hvilket først er sket i 2025.